# Vũ Việt Trang
Vũ Việt Trang là một chính khách người Việt Nam. Bà hiện là Bí thư Đảng ủy, Tổng Giám đốc Thông tấn xã Việt Nam.

## Xuất thân và giáo dục
Bà Vũ Việt Trang sinh ngày 16/10/1969 tại xã Chuyên Mỹ, huyện Phú Xuyên, thành phố Hà Nội; trình độ lý luận chính trị Cao cấp; vào Đảng ngày 16/2/2000.
Bà tốt nghiệp Đại học Tổng hợp Hà Nội, chuyên ngành Anh văn, năm 1993.

## Sự nghiệp
Bà Vũ Việt Trang bắt đầu sự nghiệp báo chí của mình ở vị trí Biên tập viên, Ban biên tập tin Đối ngoại-TTXVN từ năm 1993.
Năm 1999, bà giữ chức Phó Trưởng phòng biên tập tin tiếng Anh, Ban biên tập tin Đối ngoại; năm 2002, giữ chức Trưởng phòng thông tin điện tử thuộc Ban biên tập tin Đối ngoại.
Đến năm 2003, bà Vũ Việt Trang giữ chức Trợ lý Trưởng ban biên tập tin Đối ngoại.
Năm 2004, bà giữ chức Trợ lý Trưởng ban kiêm Trưởng phòng biên tập tin tiếng Anh, Ban biên tập tin Đối ngoại. 
Năm 2005, bà Vũ Việt Trang giữ chức Phó Trưởng ban Thư ký Biên tập-TTXVN (nay là Ban Thư ký biên tập và Quan hệ đối ngoại); Ủy viên Ban chấp hành Công đoàn TTXVN (2006–2016).
Từ năm 2011, bà được bổ nhiệm chức vụ Trưởng ban Thư ký biên tập và Quan hệ đối ngoại; Ủy viên Ban chấp hành Đảng bộ TTXVN (từ 2014 đến nay); Ủy viên Ban thường vụ Đảng ủy (từ 2015 đến nay); Trưởng ban Tuyên giáo Đảng ủy TTXVN (từ tháng 2/2018 đến nay); Bí thư Chi bộ Ban Thư ký biên tập và Quan hệ đối ngoại từ năm 2012 đến tháng 5/2018.
Ngày 17/11/2017, bà Vũ Việt Trang được Thủ tướng Chính phủ bổ nhiệm vào vị trí Phó Tổng Giám đốc TTXVN. Bà là Ủy viên Ban Thường vụ Đảng ủy, Trưởng ban Tuyên giáo Đảng ủy TTXVN; Chủ tịch Liên chi hội nhà báo TTXVN (từ tháng 6/2020 đến nay).
Ngày 10/09/2021, Thủ tướng Chính phủ Phạm Minh Chính ký ban hành Quyết định số 1469/QĐ-TTg về việc bổ nhiệm bà Vũ Việt Trang giữ chức Bí thư Đảng ủy, Tổng Giám đốc Thông tấn xã Việt Nam.